# 河野孝典
河野 孝典（こうの たかのり、1969年3月7日 - ）は、1990年代に活躍したスキーノルディック複合の選手。

## プロフィール
- 1969年3月7日長野県下高井郡野沢温泉村に生まれる。5歳からスキーを始め、野沢温泉小学校4年生でジャンプ、野沢温泉中学校1年生で複合競技を始める。長野県飯山南高等学校から早稲田大学人間科学部へと進学。在学中に当時複合のトップ選手として活躍していたノルウェーのエルデン兄弟の家にホームステイをし、最先端のトレーニング法を学ぶ。帰国後、このトレーニング法を後輩の荻原健司に教え、ともに練習を積み重ねたことが後のワールドカップでの躍進に大きくつながることになる。大学卒業後の1991年から野沢温泉スキークラブに所属。
- オリンピックには1992年アルベールビルオリンピック、1994年リレハンメルオリンピックに出場し、ノルディック複合団体では2大会連続金メダルを獲得した。リレハンメル大会の個人では、前半ジャンプの4位からスタートした後半クロスカントリーで、地元ノルウェーのビャルテ・エンゲン・ビークとの激しい2位争いを0.8秒差で制して、日本人では初の個人銀メダルを獲得した（長野県出身者では夏季・冬季を通じて初のオリンピック個人種目におけるメダル受賞者）。現在は、日本オリンピアンズ協会の理事を務めている。

## 成績

### オリンピック
- 1992年アルベールビルオリンピック（ フランス）
  - 個人19位、団体金メダル（三ヶ田礼一・河野孝典・荻原健司）
- 1994年リレハンメルオリンピック（ ノルウェー）
  - 個人銀メダル、団体金メダル（河野孝典・阿部雅司・荻原健司）

### 世界選手権
- 1991年ヴァル・ディ・フィエンメ（ イタリア）
  - 個人30位
- 1993年ファルン（ スウェーデン）
  - 個人5位、団体金メダル（河野孝典・阿部雅司・荻原健司）
- 1995年サンダーベイ（ カナダ）
  - 個人19位、団体金メダル（阿部雅司・荻原次晴・荻原健司・河野孝典）

### ワールドカップ
- 優勝1回、1993年3月12日オスロ大会（準優勝8回、3位3回）
- 1992-1993シーズン／個人総合3位
- 1993-1994シーズン／個人総合2位
- 1994-1995シーズン／個人総合5位

## 引退後の活動
1995年に現役を引退し、ドイツに留学してドイツトレーナーアカデミーでコーチの資格を取得。1998年の長野オリンピックで聖火ランナー・選手村副村長を務める。1999年の春に全日本複合ジュニアコーチ就任。
現在JOC専任コーチ、全日本スキー連盟コンバインドチームコーチで、解説者としても活躍中である。

## 受賞
- 1991年度JOCスポーツ賞最優秀賞
- 1993年度JOCスポーツ賞特別貢献賞
- 1994年度JOCスポーツ賞最優秀賞